# Salvadoraanse colon
De colon (Spaans: colón) was sinds 1919 de munteenheid van El Salvador. Het was de opvolger van de peso. Eén colon is honderd centavos. De naam colon komt van Christoffel Columbus (Spaans: Cristóbal Colón). Tot 2001 werd de colon gedrukt en tot 2003 nog gebruikt. De colon is inmiddels volledig vervangen door de Amerikaanse dollar.
Er werden geen munten gebruikt. Het papiergeld was beschikbaar in 1, 2, 5, 10, 25, 50, 100, en 200 colons.